# 卡氏細棘鮠
卡氏細棘鮠，為輻鰭魚綱鯰形目鼬鯰科的其中一種，為熱帶淡水魚，分布於南美洲巴西黑河流域，體長可達19.4公分，棲息在底層水域，生活習性不明。

## 扩展阅读
維基物種上的相關：卡氏細棘鮠